# Christian Gotthard Wilisch
Christian Gotthard Wilisch (* 26. August 1691 in Liebstadt; † 12. April 1730 in Pirna) war ein deutscher Mediziner und Mitglied der Gelehrtenakademie Leopoldina. 

## Leben
Christian Gotthard Wilisch wurde als Sohn des evangelischen Pfarrers in Liebstadt, Christian Wilisch, und dessen Ehefrau Maria Sophia Wilisch (geb. Salbach) geboren. Christian Gotthard Wilisch war ordentlicher Arzt der Besatzungen in den königlichen Festungen Königstein und Sonnenstein, desgleichen in Pirna. Er war Provinzialphysicus zu Hohenstein. Anschließend avancierte er zum Stadtphysicus in Pirna. Als weitere Wirkungsorte wurden Bautzen, Halle/Saale und Wittenberg bekannt.
Sein Bruder war der Pfarrer Christian Gotthold Wilisch.
Am 20. Dezember 1715 wurde Christian Gotthard Wilisch unter der Matrikel-Nr. 322 mit dem akademischen Beinamen BASSUS I. als Mitglied in die Leopoldina aufgenommen.

## Veröffentlichung
- Johann Heinrich von Heucher & Christian Gotthard Wilisch: Ignorantiam anatomicorum. Wittenberg 1710. Digitalisat